# Янку, Штефан
Штефан Янку (рум. Ștefan Iancu; род. 26 декабря 1997, Бухарест, Румыния) — румынский актёр.

## Биография
Штефан Янку родился 26 декабря 1997 года в Бухаресте, Румыния. Начал сниматься в кино с 4 лет.
Изучал актёрское искусство в Национальном университете театра и кино «И. Л. Караджале» в Бухаресте.

## Награды и номинации
В 2018 году получил премию «Гопо» (главную кинонаграду Румынии) за главную роль в фильме «Один шаг за серафимами».

## Фильмография
| Год  |   | Русское название                 | Оригинальное название                    | Роль                  |
| ---- | - | -------------------------------- | ---------------------------------------- | --------------------- |
| 2001 | ф | Дочь Робин Гуда: Принцесса воров | Princess of Thieves                      | ребёнок-лучник        |
| 2006 | ф | Плутоний-239                     | Pu-239                                   | Андрей                |
| 2009 | ф | Последняя надежда человечества   | Against the Dark                         | маленький мальчик     |
| 2010 | ф | Рождённый побеждать              | Born to Raise Hell                       | сын Дмитрия           |
| 2012 | ф | Оборотень: Зверь среди нас       | Werewolf: The Beast Among Us             | Чарльз (в детстве)    |
| 2012 | ф | Одиннадцатое сентября 1683 года  | September Eleven 1683 - Battle of Vienna | Али, сын Кара Мустафы |
| 2014 | ф | Стеклянный дом                   | Walking with the Enemy                   | Адам (в детстве)      |
| 2017 | ф | Один шаг за серафимами           | Un pas în urma serafimilor               | Габриэль              |
| 2020 | с | Убивая Еву                       | Killing Eve                              | Феликс                |
| 2022 | ф | Наблюдающий                      | Watcher                                  | Себастьян             |